# كتلة صدعية

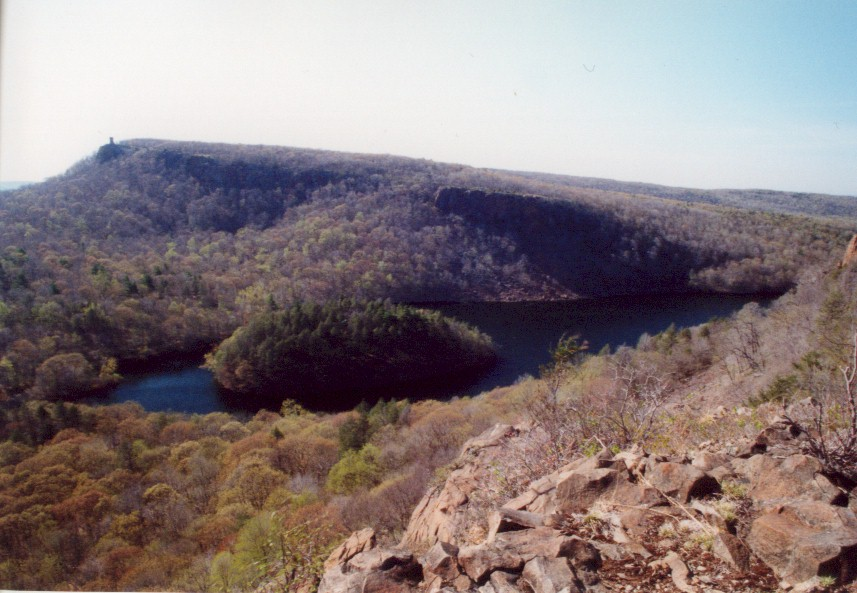
تلال كونيكتيكت المعلقة (نطاق ميتاكوميت ريدج).

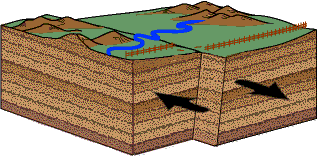
الحركة الأفقية بين الكتل على طول صدع الانزلاق

الكتلة الصدعية (بالإنجليزية: Fault block)، هي كتل صخرية كبيرة جدًا، يبلغ طولها مئات الكيلومترات في بعض الأحيان، يتم إنشاؤها بواسطة الضغوط التكتونية والمحلية في القشرة الأرضية. يتم تقسيم مساحات كبيرة من حجر الأساس إلى كتل بسبب الصدع . تتميز الكتل بالليثولوجيا الموحدة نسبيًا. تسمى أكبر الكتل الصدعية هذه بالكتل القشرية. تسمى كتل القشرة الكبيرة المنقطعة عن الصفائح التكتونية بـ terranes. تسمى تلك الأراضي التي يبلغ سمكها بالكامل الغلاف الصخري بالصفائح الدقيقة.
نظرًا لأن معظم الضغوط تتعلق بالنشاط التكتوني للصفائح المتحركة، فإن معظم الحركة بين الكتل تكون أفقية، موازية لقشرة الأرض عن طريق صدع الانزلاق . لكن الحركة العمودية للكتل تنتج نتائج أكثر دراماتيكية. في بعض الأحيان يتم تشكيل التضاريس (الجبال ، التلال ، التلال ، البحيرات ، الوديان ، إلخ) عندما يكون للصدوع إزاحة رأسية كبيرة. يمكن أن تشكل الكتل المرتفعة المجاورة جرفًا مرتفعًا. غالبًا ما تكون حركة هذه الكتل مصحوبة بإمالة، بسبب الضغط أو تمدد القشرة عند هذه النقطة.

## روابط خارجية
- جبال صدع - الكون اليوم